# Staufenberg, Niedersachsen
Staufenberg är en kommun i Landkreis Göttingen i förbundslandet Niedersachsen i Tyskland.
Kommunen bildades 1 januari 1973 genom en sammanslagning av de tidigare kommunerna Benterode, Landwehrhagen, Lutterberg, Nienhagen, Sichelnstein, Speele, Spiekershausen och Uschlag.